# Harry van Kuyk
Harry van Kuyk (Zevenaar, 2 maart 1929 – Nijmegen, 7 mei 2008) was een Nederlandse graficus, kunstenaar, grafisch ontwerper en publicist. In 1969 ontwikkelde hij een nieuwe techniek voor de grafische kunst, de reliëfdruk.

## Leven en werk
Al tijdens zijn middelbareschooltijd gaat Harry van Kuyk in de leer bij een kleine drukker in zijn geboorteplaats – het typeert zijn blijvende passie voor grafische techniek en drukkunst. Hij wordt opgeleid aan de Grafische School in Amsterdam. Daarna werkt hij vijftien jaar in de grafische industrie, onder meer bij grote Haarlemse drukkers en uitgeverijen als Boom-Ruygrok en Joh. Enschedé (als handzetter en voorman) en de Nijmeegse tijdschriftendivisie van De Gelderlander (als ontwerper en lay-outman). Tegelijkertijd tekent, schildert en fotografeert hij, maakt hij op kleine schaal grafiek en bekwaamt hij zich in grafische vormgeving. Privé voert hij artistieke en ontwerpopdrachten uit voor bedrijven, gemeenten en particulieren.
In 1965 vestigt hij zich als zelfstandig graficus in Bemmel, bij Nijmegen. Hij neemt deel aan regionale tentoonstellingen met figuratieve grafiek en tekeningen, en komt in contact met schilders, beeldhouwers en grafici als Theo Elfrink, Klaas Gubbels, Rob Terwindt, Oscar Goedhart, Ed van Teeseling en de kunstenaar-criticus Maarten Beks. Ondertussen experimenteert hij uitvoerig met grafische technieken.
In 1969 lukt het hem prenten te vervaardigen met een extreem reliëf (tot 20 millimeter) op speciaal dik lompenpapier. Aanvankelijk noemt hij ze ‘prägedrukken’ (naar het Duits voor blinddruk), destijds een gangbaar begrip in de moderne grafiek. Vanwege een aantal essentiële technische verschillen spreekt hij echter al snel en definitief van ‘reliëfdrukken’.

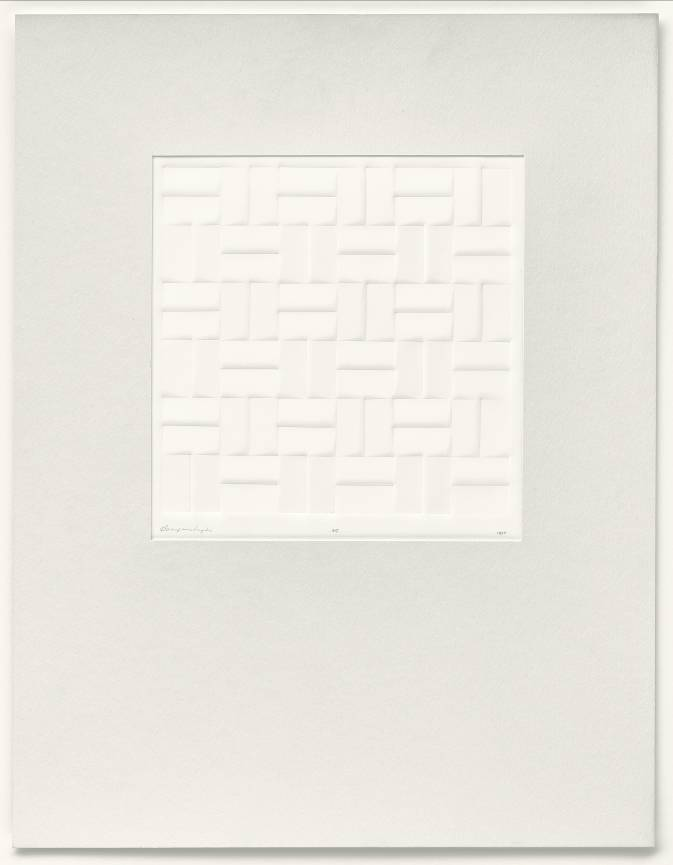
Reliëfdruk (twee rechthoeken per vierkant, 6 lagen x 6 rijen)
1970
papier
65 × 50 cm (maat passe-partout)
oplage 7

Zijn witte, geometrisch-abstracte prenten, gekenmerkt door licht en schaduw, zijn vanaf 1970 een groot succes. Men vergelijkt ze met de witte wandreliëfs en objecten van Ad Dekkers en Nul-kunstenaar Jan Schoonhoven. ‘De meest voor de hand liggende interpretatie van de bladen van Harry van Kuyk verbindt ze aan Nul’, schrijft kunstcriticus Lambert Tegenbosch in 1972. ‘Er is dezelfde voorkeur voor wit. Er is vaak enige serialiteit. Er is de schilderachtig opgevatte geometrie. Er is een element mysterie dat wordt opgewekt door leegte.’ In de vroege jaren zeventig komen kunstenaars als Schoonhoven en Shlomo Koren met hun eigen blinddrukvarianten van witte, geometrische reeksen.
In 1971 bouwt Van Kuyk, gesteund door een substantiële rijkssubsidie, zijn grote reliëfdrukpers Aldus Manutius. Hij drukt daarop samenhangende reeksen op groot formaat met specifieke thema’s: geometrie, typografie, de gulden snede. De reliëfdrukken ordent hij in cassettes, kisten en kunstenaarsboeken, zoals Aldus Manutius (1971), Variaties op de Sectio Aurea (1972), Groot Abecedarium (1973), Tangram (1975) en Landschap (1980). De uitgaven voorziet hij van een tekstboek of tekstbladen met inleidingen en essays van kunstkenners en journalisten (Lambert Tegenbosch, G.W. Ovink, Joop Eilander, Wim Wennekes) of met poëzie (van Hans Sternsdorff – bekend als Hans Ruf jr. –, Hans Bouma). Daarnaast produceert hij talrijke losse reliëfdrukken met geometrische, lyrisch-abstracte en figuratieve vormen. De oplages zijn klein: zeven, tien of twintig exemplaren, bij uitzondering zestig. De productie is tijdrovend. Een aantal geometrische reliëfdrukken voert hij op eigen initiatief uit als grote witte wandreliëfs in hout (1973, 1975).
Er volgen ruim honderd tentoonstellingen in binnen- en buitenland (Amsterdam, Rotterdam, Londen, New York). Sommige verkooptentoonstellingen zijn in luttele weken uitverkocht. Nationale en internationale musea verwerven zijn werk. Groot Abecedarium wordt in 1974 op de Derde Internationale Grafiekbiënnale in Frechen (West-Duitsland) bekroond met zilver. Zijn atelier verplaatst hij naar Nijmegen. In 1980-1981 is hij gastrecensent hedendaagse kunst voor De Gelderlander.
Na een reis van vijf maanden door Afrika (1982-1983) vestigt hij zich in Ooij, buiten Nijmegen. Zijn productie neemt af, evenals zijn tentoonstellingen, maar er verschijnen nieuwe reliëfdrukuitgaven en kunstenaarsboeken, waaronder Bodoni Initiales (1993), Erografica (1995) en Novanu (2006). In opdracht vervaardigt hij grote, minimalistische witte wandreliëfs in acrylaat of hout, onder meer voor het raadhuis in Zevenaar (1985).
Vanaf de jaren negentig wijdt hij zich aan meer klassieke grafiekvormen als de droge naald (naakten), en aan tekeningen, gouaches en pastels (naakten, landschappen). Hij schrijft essays en poëzie voor zijn kunstuitgaven. In eigen beheer publiceert hij een tiental bundels met verhalen, reisverslagen en aforismen. In 2007 wordt hij benoemd tot Ridder in de Orde van Oranje-Nassau. Hij overlijdt een jaar later in Nijmegen.

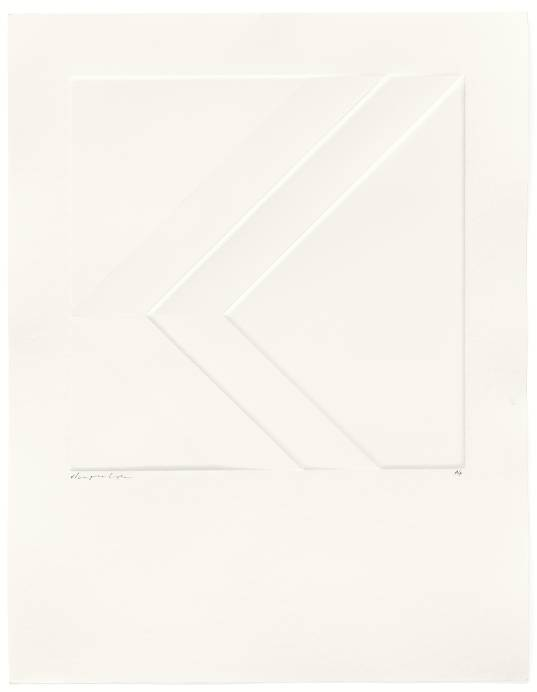
Reliëfdruk uit Groot Abecedarium (letter K)
1973
papier
65 × 50 cm (bladmaat)
oplage 60

## Reliëfdruk
Een reliëfdruk van Van Kuyk wordt vaak voor een (extreme) blinddruk gehouden. Ten onrechte, want de technieken verschillen. Een blinddruk is een inktloze prent met enig reliëf (tot enkele millimeters), gemaakt op een degelpers (voor hoogdruk) of een etspers (voor diepdruk). Bij een degelpers slaan twee platen (degels) kort en krachtig tegen elkaar, zodat de drukvorm een reliëf achterlaat in het opgelegde papier. Bij een etspers wordt de drukvorm samen met het papier soepel en horizontaal onder een wals door gedraaid, zodat het reliëf van de drukvorm in het papier wordt geperst.
Een reliëfdruk is een (inktloze) prent met een extreem reliëf (5 tot 20 millimeter), gemaakt op een reliëfdrukpers (preegpers) met behulp van een mal en een contravorm (viltmatten). Een reliëfdruk combineert hoog- en diepdruk: het reliëf ligt zowel in als op het papier. Een reliëfdrukpers werkt verticaal: tussen twee platen (stempels) worden de drukvorm (een handmatig samengestelde mal met elementen van zink, staal of aluminium), een vel vochtig, dik, langvezelig papier en enkele viltmatten gestapeld. Onder hoge, hydraulische druk (tot 60 ton), bij continue verwarming (tot 70 °C), gedurende één tot twee uur, vormt zich de reliëfdrukprent. De reliëfdrukmal is zo secuur opgebouwd, met op- en aflopende segmenten, dat het prentpapier niet scheurt. Een reliëfdruk is het resultaat van een delicate balans tussen mal, papierkeuze, druk, temperatuur en tijd.
Het procedé van Van Kuyk komt niet voort uit de blinddruk, maar uit de stereotypie. Dit is een vroegtwintigste-eeuwse, veelgebruikte reproductietechniek in de grafische industrie. Stereotypie (stereos = vast; typos = stempel, letter) is de methode waarmee in speciaal karton, onder verticale, hydraulische druk, op een verwarmde preegpers, een ragfijne spiegelbeeldige kopie van een pagina loodzetsel wordt gemaakt. De kartonnen drukvorm (matrijs) wordt vervolgens weer afgegoten in lood, zodat er een nieuwe drukbare pagina ('stype', in drukkersjargon) ontstaat die identiek is aan het oorspronkelijke loodzetsel. Op deze manier kunnen exacte kopieën van dezelfde pagina tegelijk op verschillende persen worden gelegd, waardoor in kortere tijd hogere oplages worden bereikt – winstgevend bij de druk van kranten, tijdschriften en veelverkochte boeken. Rond 1960 verdwijnt de stereotypie door de opkomst van de offsetdruk; offset maakt loodzetsel overbodig en gebruikt de fotografie als reproductietechniek.

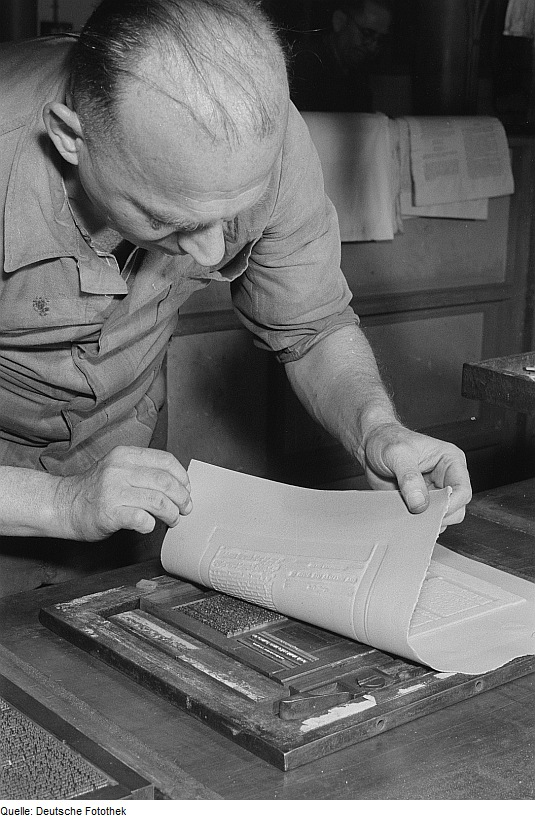
Stereotypie: zetsel en spiegelbeeldige kopie (matrijs)
Reclam-Verlag, Leipzig
1953
Foto Roger en Renate Rössing
Deutsche Fotothek

Door zijn jarenlange werk in grote handelsdrukkerijen kende Van Kuyk de stereotypie van binnenuit. Als pionier vertaalde hij de techniek in 1969 naar de grafische kunst. In de jaren zeventig maken verschillende kunstenaars (Klaus van de Locht, Torkel Dahlstedt) zich het proces eigen in zijn atelier, aan de pers. Maar terwijl de blinddruk en andere reliëfgrafiek populair zijn gebleven, treft men de reliëfdruk, vanwege de specialistische vaardigheden, slechts zelden aan.

## Oeuvre van Harry van Kuyk

### Grafiekuitgaven
- Aldus Manutius, 1971 (reliëfdrukken in kist)
- Variaties op de Sectio Aurea, 1972 (reliëfdrukken in cassette)
- Groot Abecedarium, 1973 (reliëfdrukken en zeefdrukken in drie cassettes in kist)
- Tangram, 1975 (reliëfdrukken en zeefdrukken in cassette)
- Grafinu, 1976 (zeefdrukken in portfolio)
- Landschap, 1980 (reliëfdrukken in kunstenaarsboek)
- Cijfers, 1988 (reliëfdrukken in kunstenaarsboek)
- Bodoni Initiales, 1993 (reliëfdrukken in drie cassettes in kist)
- Erografica, 1995 (reliëfdrukken in kunstenaarsboek)
- Nymph, 1996 (zeefdrukken in kunstenaarsboek)
- Horizontaal. Liefdesbrieven aan een polder, 1999 (offset in kunstenaarsboek)
- Gratie, 2001 (zeefdrukken in omslag)
- Novanu, 2006 (rasterloos litho in kunstenaarsboek)

### Monumentale kunst in opdracht
- Wandintarsia in linoleum, 1966, verffabriek Mechelen-aan-de-Maas (entree, 210 × 420 cm, verblijfplaats onbekend)
- Wandintarsia in linoleum, 1967, Twickel College Delden (trappenhuis, 120 × 285 cm)
- Wandreliëf in acrylaat, 1985, raadhuis Zevenaar (trouwzaal, 82 × 640 cm, in 2016 herplaatst naar de entree van het nieuwe raadhuis)
- Wandreliëf in hout, 1988, Economische School ’s-Hertogenbosch (aula, 140 × 2400 cm, in 1997 ontmanteld en vernietigd)
- Onderwijsmonument in graniet, 1991, Pettelaarpark ’s-Hertogenbosch (480 × 500 × 75 cm)
- Drie wandreliëfs in hout, 1998, Bouwbeurs Breda (114 × 70 × 6 cm elk)
- Wandpanorama in zeefdruk, staal en hout, 2001, voormalige Rabobank Beek-Ubbergen (entree, 80 × 1750 × 15 cm)

### Boekpublicaties
- Gisteren. Legaat van vierentwintig uur, 1990 (verhalen)
- Kerstmisser, 1996 (novelle)
- Solo, 1998 (columns)
- Kunstenaarsgoed, 2002 (aforismen)
- Kerstmis in Lomé, 2004-2005 (novelle)
- Re-Genesis, 2007 (essay)

### Werk in openbare collecties
- Rijksprentenkabinet, Amsterdam
- Stedelijk Museum, Amsterdam
- Stedelijk Museum, Schiedam
- Kunstmuseum, Den Haag
- Museum Meermanno | Huis van het Boek, Den Haag
- Koninklijke Bibliotheek, Den Haag
- Museum Arnhem
- Museum Het Valkhof, Nijmegen
- Museum Boijmans Van Beuningen, Rotterdam
- Centraal Museum, Utrecht
- Museum Voorlinden, Wassenaar
- Rijksdienst voor het Cultureel Erfgoed, Rijswijk / Amersfoort
- Pretoria Art Museum, Pretoria (Zuid-Afrika)
- University Gallery, University of Florida, Gainesville (Verenigde Staten)

- Gemeinsame Normdatei: 113608889X
- International Standard Name Identifier: 0000 0003 8777 0878
- Library of Congress Control Number: no2018088068
- Nederlandse Thesaurus van Auteursnamen: 09098708X
- RKD-Nederlands Instituut voor Kunstgeschiedenis: 46991
- Virtual International Authority File: 280818435
- WorldCat: E39PBJj8PHqFTwK9RpwwqBqG73